# Chiho Aoshima
Chiho Aoshima (青島千穂 (?); Tokyo, 1974) è un'artista giapponese, membro della compagnia Kaikai Kiki di Takashi Murakami.

## Biografia

### Vita personale
Mente studiava economia presso la Hosei University di Tokyo, Chiho era infelice; in un'intervista a Saatchi Art ha in seguito ammesso: "Ero annoiata a morte, anche quando passavo il tempo con i miei amici. Ero ansiosa di creare qualcosa, ma non sapevo cosa creare, passavo ogni giorno così lentamente e mi sentivo come se stessi per morire." In seguito Aoshima ha appreso da autodidatta come utilizzare Illustrator e si è presto innamorata del medium. Dopo aver partecipato alla sua prima mostra, Tokyo Girls Bravo di Murakami, ha cominciato a lavorare nell'impresa del celebre artista.

### Carriera artistica
Il lavoro di Aoshima coinvolge spesso scenari surreali e paesaggi onirici, dove sono spesso raffigurati fantasmi, demoni, elementi naturali e shōjo. Aoshima stampa solitamente le sue immagini su larga scala su carte con stampanti pesanti, ma ha anche stampato su materiali come la pelle e la plastica per dare alle sue immagini diverse texture.
Aoshima lavora nel campo della scultura e dell'animazione; la sua più grande immagine è dalla sua City Glow Series e misura 32,5 metri di lunghezza e 4,8 metri di altezza.

## Influenze estetiche

### Ukiyo-e
È facile intravedere le tradizionali tendenze artistiche giapponesi nelle sue opere d'arte. Chiho ha affermato che il famoso pittore di ukiyo-e Hokusai l'ha influenzata profondamente nel modo in cui si avvicina alle sue rappresentazioni artistiche. Molto similmente alle composizioni ukiyo-e tradizionali, i suoi soggetti sono delineati da una linea piatta e ben definita e sono collocati su un unico piano di profondità. Il principio ukiyo-e svolge anche un'importante influenza sul suo stile complessivo conosciuto principalmente come Superflat.

### Superflat
Le opere di Aoshima sono considerate appartenenti al Superflat, il movimento artistico postmoderno fondato da Takashi Murakami. Utilizzando gli strumenti di disegno digitale Aoshima crea unici scenari lolicom, con ninfette volteggianti, animali, cheerleader e fette insanguinate di sashimi, tutti raffigurati con colori morbidi e raffinati, e un sognante punto di vista da teenager.

### Shōjo
L'ampio uso da parte di Chiho di figure femminili con grandi occhi, piccole caratteristiche facciali, corpi sottili, rimanda al shōjo, ragazze di circa 7-18 anni, con un corpo carino ma a volte brutto, spaventoso e divertente. Le trasgressioni fisiche e le sgradevoli raffigurazioni sfidano ciò che è carino e bello per il shōjo oggettivato e Aoshima rende ciò attraverso un'estetica floreale e carina.
Aoshima prende la forma materna e terrena della figura femminile e trasforma le atmosfere infantili in scene grottesche. Mantiene solo il necessario dell'estetica classica shōjo per rimanere carina e docile, ma la distorce in un altro irreale, mostruoso, tema. 
Gli artisti che usano tecniche shōjo sono spesso criticate per perpetuare le norme culturali attraverso l'uso di ruoli di definizione di genere per i loro personaggi femminili. Di frequente il shōjo è visto come un movimento femminista, tuttavia Chiho nega qualsiasi tale affiliazione politica.

## Gallerie
- Galerie Perrotin, Parigi, Francia
- Kaikai Kiki Collective, Long Island, NY[8]

## Collezioni permanenti
- Ackland Art Museum, Chapel Hill, NC
- Museum of Contemporary Art, Chicago, IL
- Carnegie Museum of Art, Pittsburgh, PA
- Seattle Art Museum, Seattle, WA[8]